# Jardiner bru
El  jardiner bru (Amblyornis inornata) és una espècie d'ocell de la família dels ptilonorínquids (Ptilonorhynchidae). Habita la selva humida de les muntanyes del nord-oest de Nova Guinea.